# Taiyaki

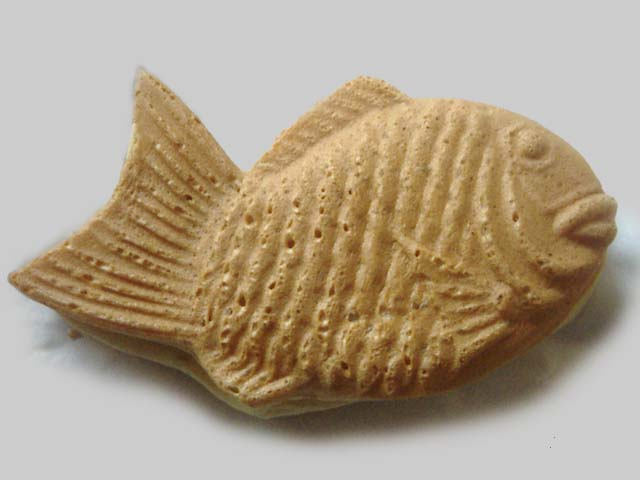
Taiyaki

Taiyaki (jap. 鯛焼き; dosł. „pieczona dorada”) – rodzaj japońskiego ciastka w kształcie ryby. 

## Opis
Nadzieniem jest zazwyczaj pasta anko z osładzanej czerwonej fasoli azuki, ale także m.in.: 
- pasta czekoladowo-orzechowa, zwłaszcza podawana z lodami;
- krem waniliowy lub pandanowy, dodający słodkiej, kwiatowej nuty;
- jasnozielony krem o smaku matcha, łączący smak zielonej herbaty ze słodkim kremem;
- purée z pochrzynu (yama-imo, Dioscorea japonica) lub słodkich ziemniaków japońskich (satsuma-imo, Ipomoea batatas), z cukrem i cynamonem[2];
- słodki sos custard; jest to nowsze, nietradycyjne nadzienie[3];
- krem z mlecznej czekolady[3];

Taiyaki przygotowuje się według oryginalnej receptury albo korzystając z ciasta do naleśników lub gofrów. Ciasto wlewa się w dwie foremki w kształcie ryby, nadzienie kładzie na jedną z części i foremki nakłada na siebie. Potem ciasto piecze się obustronnie aż do uzyskania złocistego brązowego koloru.
Taiyaki zostało po raz pierwszy upieczone w sklepie z wyrobami cukierniczymi Naniwaya w tokijskiej dzielnicy Azabu w 1909 roku, lecz wywodzi się ze znacznie starszego imagawayaki, czyli grubego, okrągłego naleśnika z nadzieniem z pasty z czerwonej fasoli, który spopularyzowano w XVII wieku. Z biegiem czasu sprzedawcy przygotowywali imagawayaki w nowych kształtach, by przyciągnąć klientów. Obecnie można je nabyć na terenie całej Japonii, szczególnie w stoiskach z ciepłą żywnością w supermarketach i na japońskich festynach (matsuri). 
Taiyaki przypomina imagawa-yaki (ōban-yaki), grube okrągłe ciasto również wypełnione kremem lub pastą z czerwonej fasoli, podawane na gorąco.
Taiyaki znane jest w Korei pod nazwą bungeobbang.

## Galeria

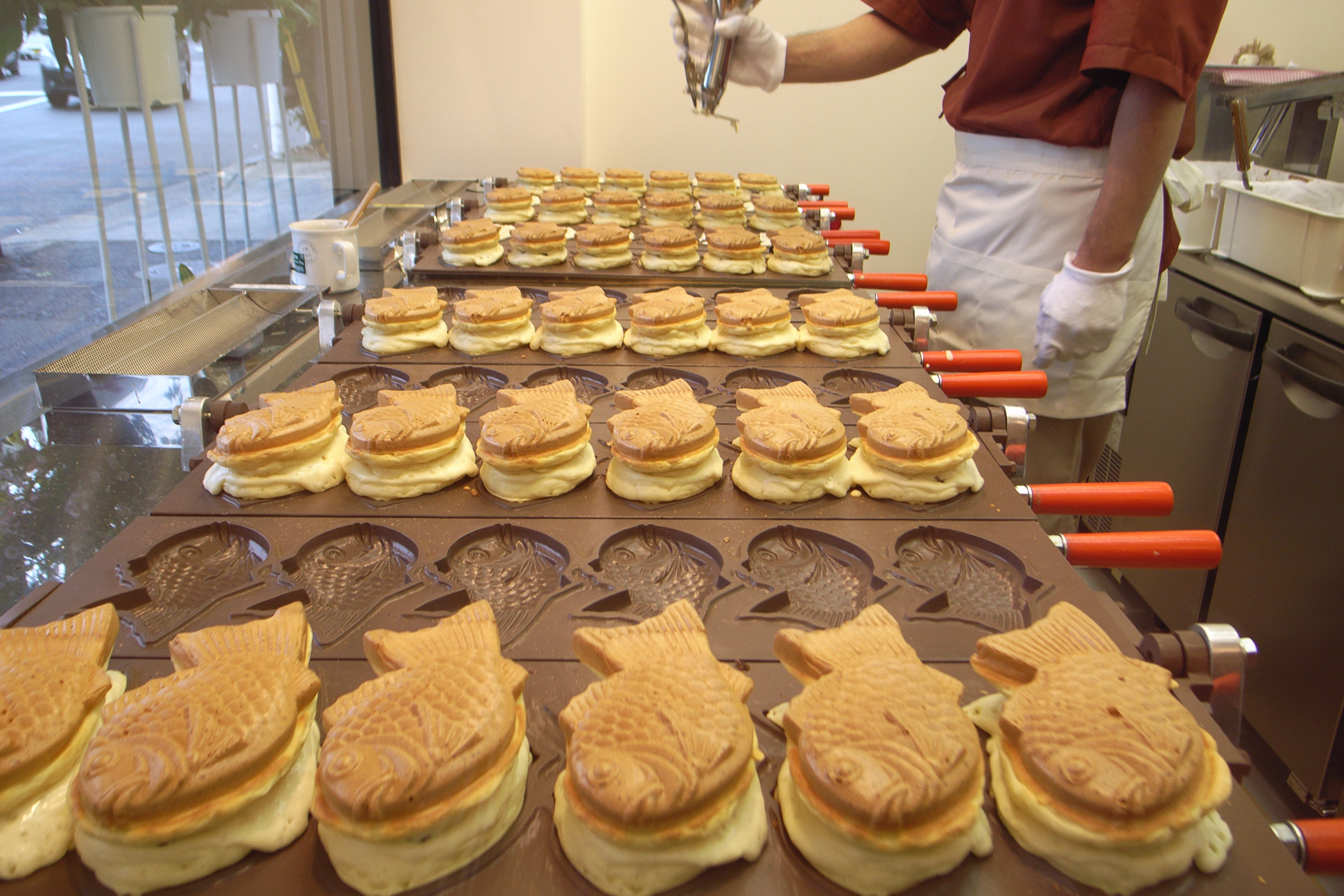
Pieczenie taiyaki
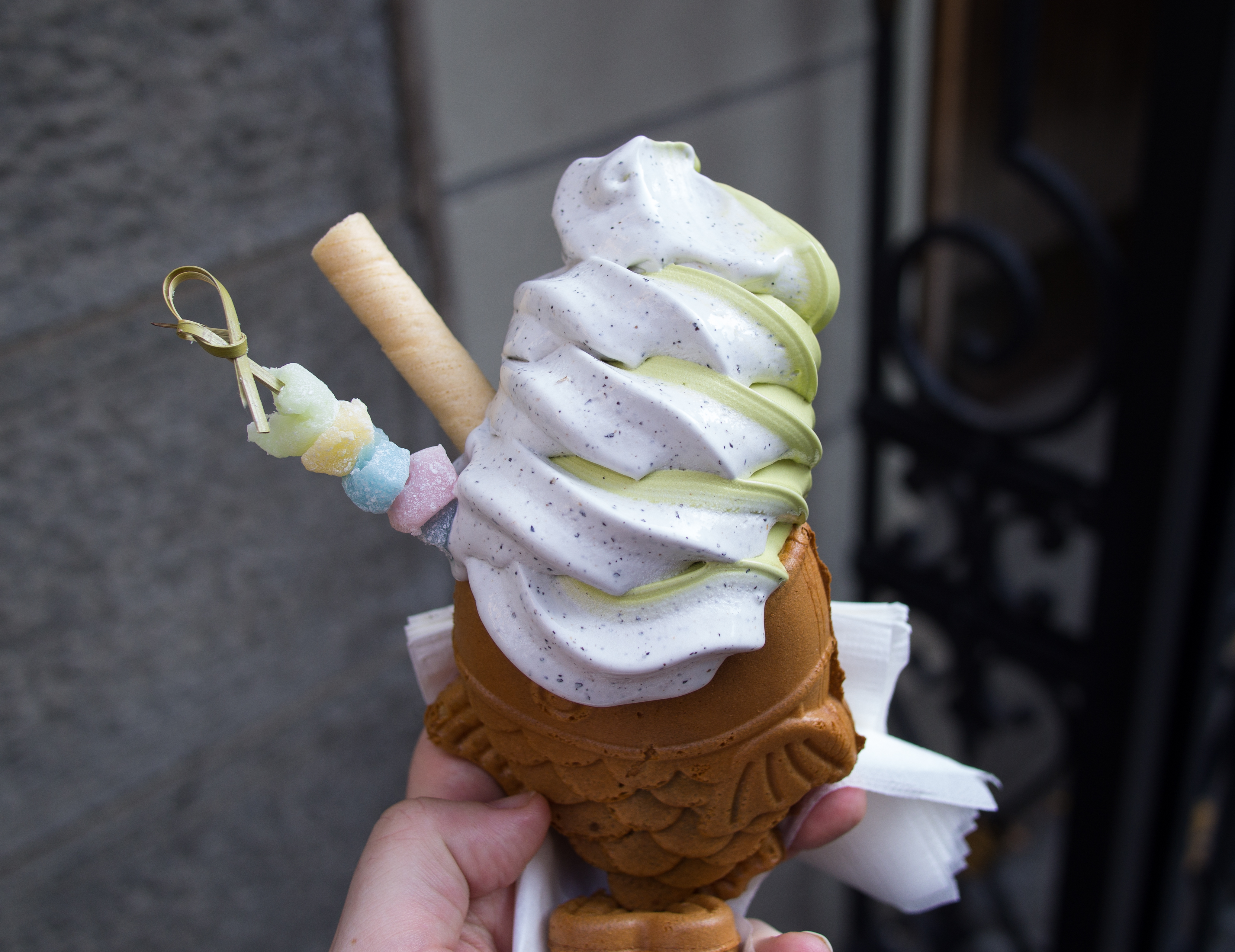
Lody taiyaki
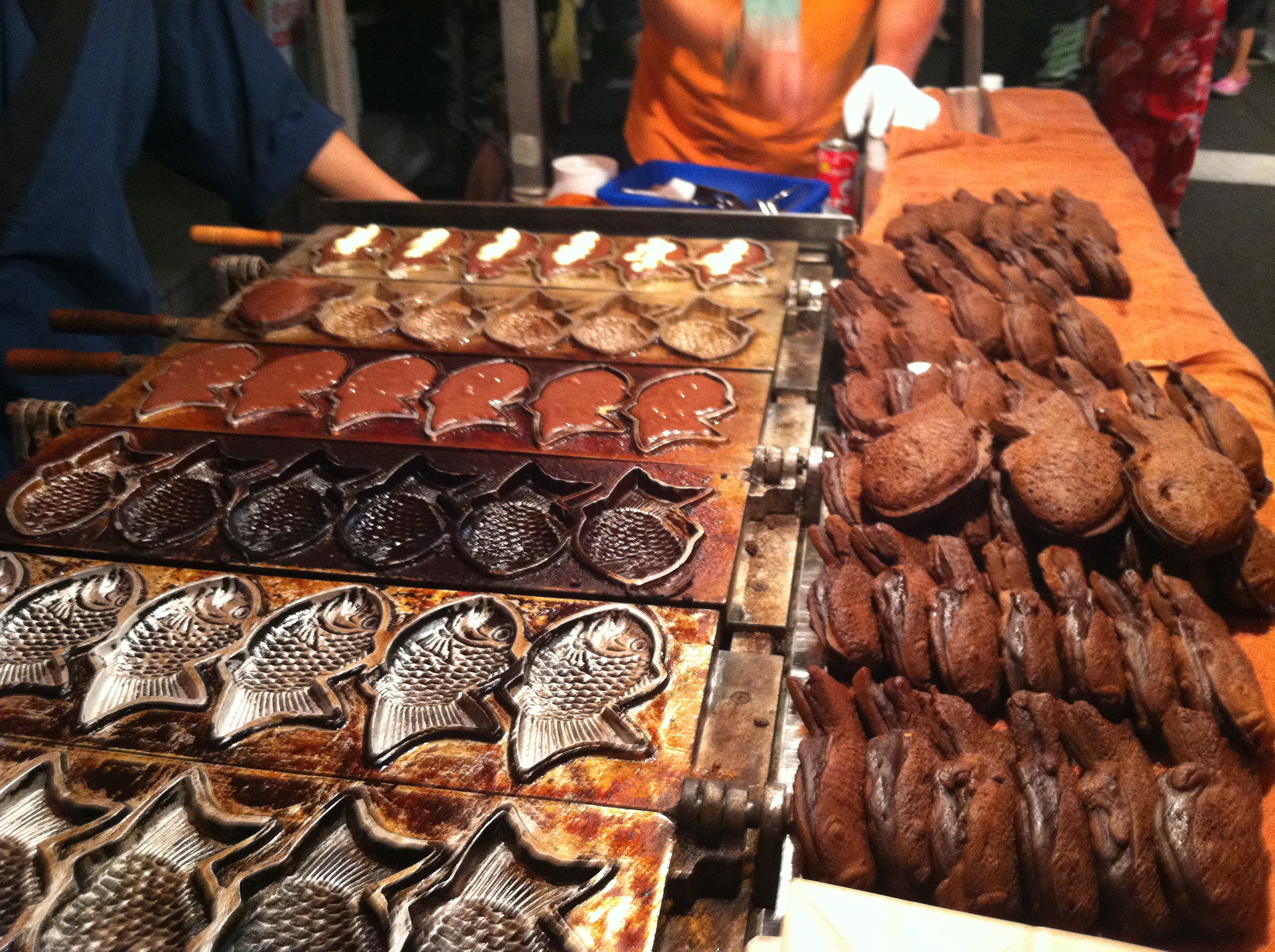
Stoisko z taiyaki w Kioto
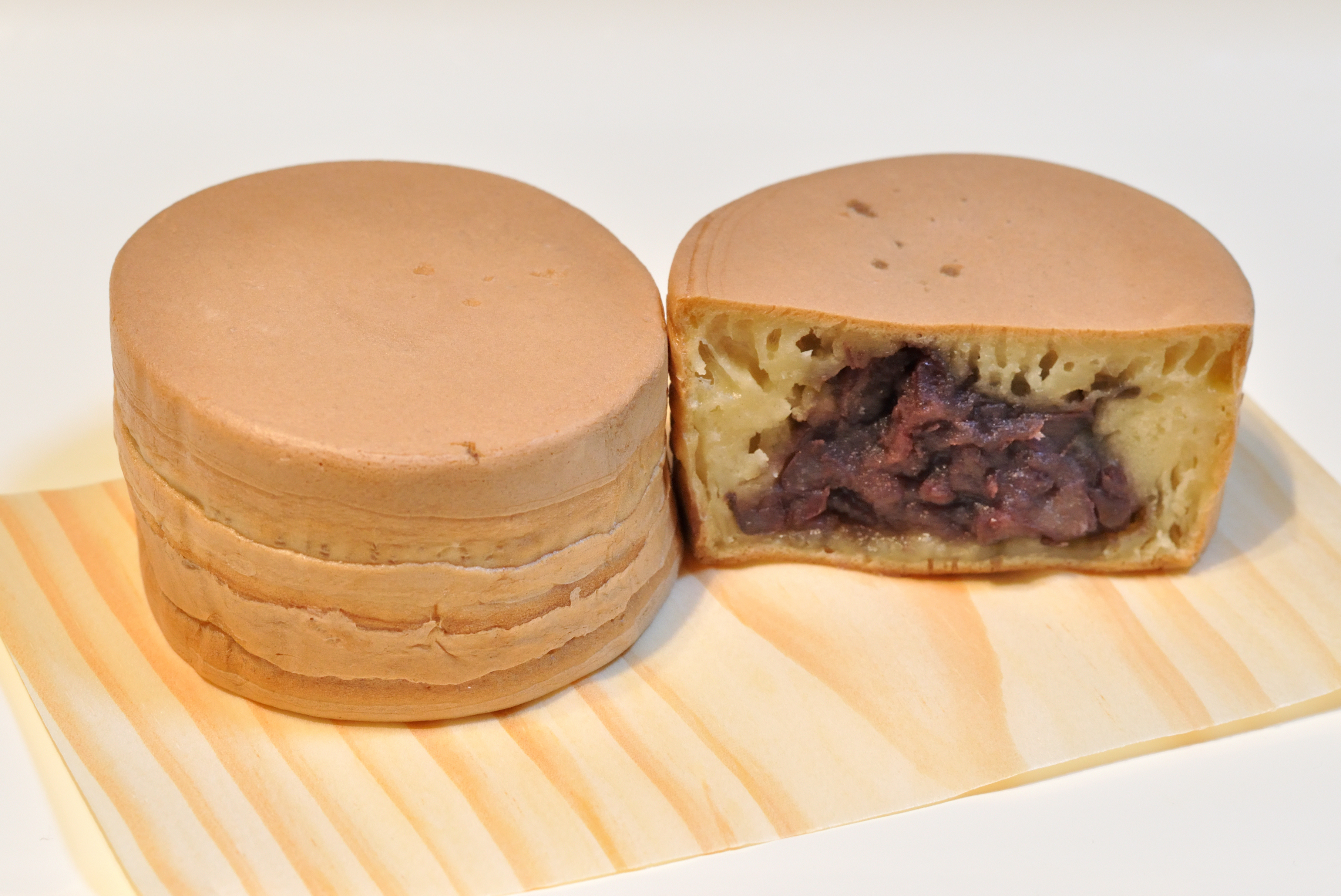
Imagawa-yaki
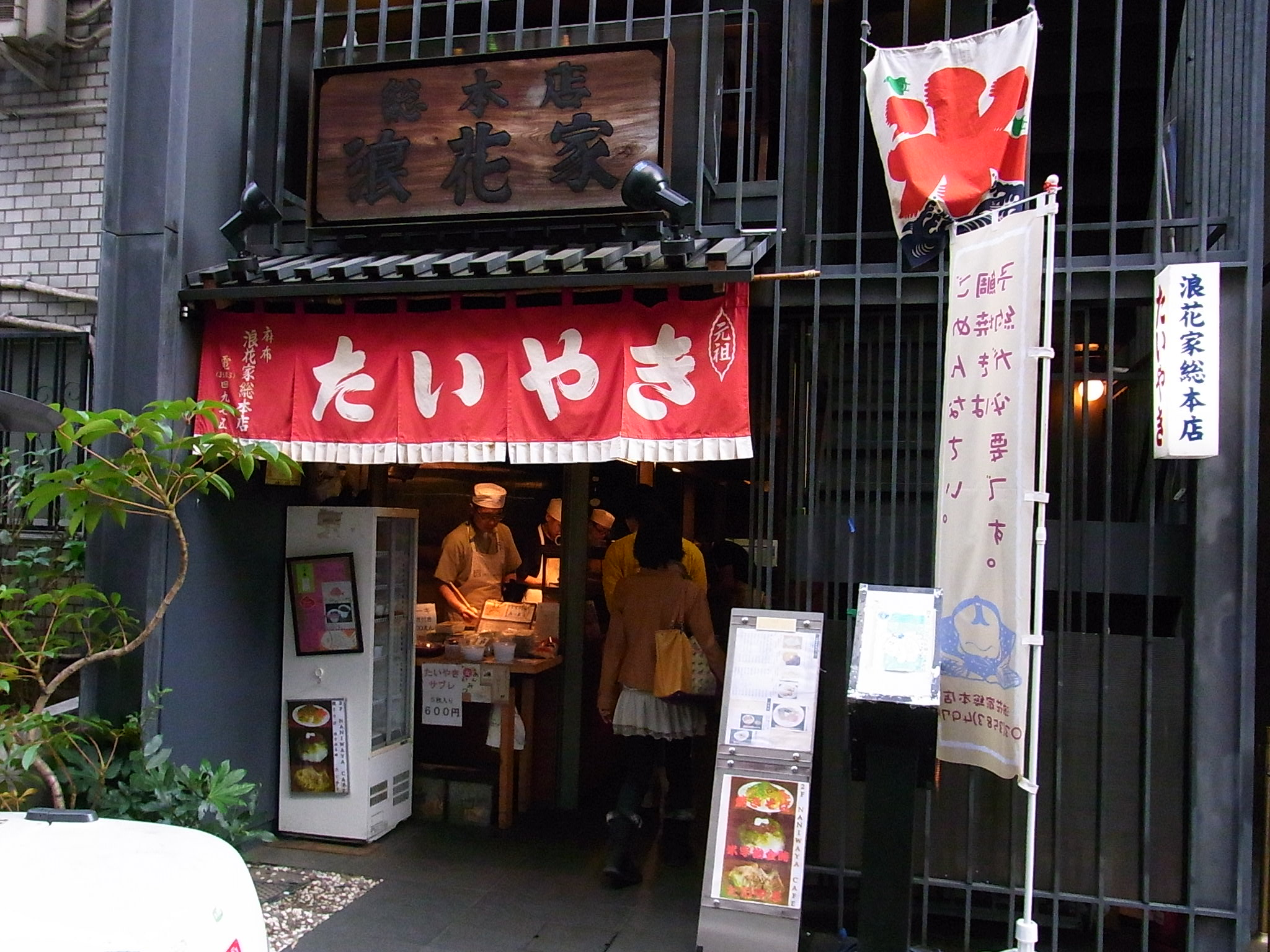
Naniwaya Sōhonten, Azabu, Tokio